# Gran Premio di superbike di Imola 2018
Il Gran Premio di superbike di Imola 2018 è stata la quinta prova su tredici del campionato mondiale Superbike 2018, è stato disputato il 12 e 13 maggio sull'Autodromo Enzo e Dino Ferrari e in gara 1 ha visto la vittoria di Jonathan Rea davanti a Tom Sykes e Marco Melandri, lo stesso Rea si è ripetuto anche in gara 2 (eguagliando il record di vittorie di Carl Fogarty a quota 59 successii), davanti a Chaz Davies e Tom Sykes.
La vittoria nella gara valevole per il campionato mondiale Supersport 2018 è stata ottenuta da Jules Cluzel, mentre quella del campionato mondiale Supersport 300 è stata ottenuta da Ana Carrasco.

## Risultati

### Gara 1

#### Arrivati al traguardo
| Pos. | Nº | Pilota                | Squadra                  | Motocicletta      | Giri | Tempo     | Griglia | Punti |
| ---- | -- | --------------------- | ------------------------ | ----------------- | ---- | --------- | ------- | ----- |
| 1º   | 1  | Jonathan Rea          | Kawasaki Racing          | Kawasaki ZX-10RR  | 19   | 33'58.989 | 1º      | 25    |
| 2º   | 66 | Tom Sykes             | Kawasaki Racing          | Kawasaki ZX-10RR  | 19   | +3.755    | 2º      | 20    |
| 3º   | 33 | Marco Melandri        | Aruba.it Racing - Ducati | Ducati Panigale R | 19   | +6.906    | 4º      | 16    |
| 4º   | 7  | Chaz Davies           | Aruba.it Racing - Ducati | Ducati Panigale R | 19   | +8.191    | 3º      | 13    |
| 5º   | 12 | Javier Forés          | Barni Racing             | Ducati Panigale R | 19   | +15.550   | 5º      | 11    |
| 6º   | 60 | Michael van der Mark  | Pata Yamaha              | Yamaha YZF R1     | 19   | +19.339   | 12º     | 10    |
| 7º   | 21 | Michael Ruben Rinaldi | Aruba.it Racing - Junior | Ducati Panigale R | 19   | +22.522   | 8º      | 9     |
| 8º   | 32 | Lorenzo Savadori      | Milwaukee Aprilia        | Aprilia RSV4 RF   | 19   | +25.772   | 9º      | 8     |
| 9º   | 91 | Leon Haslam           | Kawasaki Puccetti Racing | Kawasaki ZX-10RR  | 19   | +30.269   | 11º     | 7     |
| 10º  | 22 | Alex Lowes            | Pata Yamaha              | Yamaha YZF R1     | 19   | +30.377   | 10º     | 6     |
| 11º  | 54 | Toprak Razgatlıoğlu   | Kawasaki Puccetti Racing | Kawasaki ZX-10RR  | 19   | +30.660   | 14º     | 5     |
| 12º  | 50 | Eugene Laverty        | Milwaukee Aprilia        | Aprilia RSV4 RF   | 19   | +34.188   | 6º      | 4     |
| 13º  | 76 | Loris Baz             | GULF ALTHEA BMW Racing   | BMW S 1000 RR     | 19   | +36.494   | 13º     | 3     |
| 14º  | 81 | Jordi Torres          | MV Agusta Reparto Corse  | MV Agusta 1000 F4 | 19   | +36.671   | 7º      | 2     |
| 15º  | 36 | Leandro Mercado       | Orelac Racing VerdNatura | Kawasaki ZX-10RR  | 19   | +38.041   | 16º     | 1     |
| 16º  | 45 | Jacob Gagne           | Red Bull Honda           | Honda CBR1000RR   | 19   | +41.312   | 19º     |       |
| 17º  | 68 | Yonny Hernández       | Team Pedercini Racing    | Kawasaki ZX-10RR  | 19   | +55.007   | 21º     |       |
| 18º  | 37 | Ondřej Ježek          | Guandalini Racing        | Yamaha YZF R1     | 19   | +1'07.522 | 20º     |       |

#### Ritirati
| Nº | Pilota           | Squadra           | Motocicletta     | Giri | Griglia |
| -- | ---------------- | ----------------- | ---------------- | ---- | ------- |
| 40 | Román Ramos      | GoEleven Kawasaki | Kawasaki ZX-10RR | 15   | 15º     |
| 5  | Vladimir Leonov  | SPB Racing        | Kawasaki ZX-10RR | 2    | 22º     |
| 20 | Jason O'Halloran | Red Bull Honda    | Honda CBR1000RR  | 1    | 18º     |
| 99 | Patrick Jacobsen | TripleM Honda     | Honda CBR1000RR  | 0    | 17º     |

### Gara 2

#### Arrivati al traguardo
| Pos. | Nº | Pilota                | Squadra                  | Motocicletta      | Giri | Tempo     | Griglia | Punti |
| ---- | -- | --------------------- | ------------------------ | ----------------- | ---- | --------- | ------- | ----- |
| 1º   | 1  | Jonathan Rea          | Kawasaki Racing          | Kawasaki ZX-10RR  | 19   | 34'03.420 | 1º      | 25    |
| 2º   | 7  | Chaz Davies           | Aruba.it Racing - Ducati | Ducati Panigale R | 19   | +4.019    | 3º      | 20    |
| 3º   | 66 | Tom Sykes             | Kawasaki Racing          | Kawasaki ZX-10RR  | 19   | +9.530    | 2º      | 16    |
| 4º   | 12 | Javier Forés          | Barni Racing             | Ducati Panigale R | 19   | +14.159   | 5º      | 13    |
| 5º   | 81 | Jordi Torres          | MV Agusta Reparto Corse  | MV Agusta 1000 F4 | 19   | +15.479   | 7º      | 11    |
| 6º   | 22 | Alex Lowes            | Pata Yamaha              | Yamaha YZF R1     | 19   | +16.162   | 10º     | 10    |
| 7º   | 21 | Michael Ruben Rinaldi | Aruba.it Racing - Junior | Ducati Panigale R | 19   | +17.197   | 8º      | 9     |
| 8º   | 54 | Toprak Razgatlıoğlu   | Kawasaki Puccetti Racing | Kawasaki ZX-10RR  | 19   | +17.554   | 14º     | 8     |
| 9º   | 50 | Eugene Laverty        | Milwaukee Aprilia        | Aprilia RSV4 RF   | 19   | +22.331   | 6º      | 7     |
| 10º  | 36 | Leandro Mercado       | Orelac Racing VerdNatura | Kawasaki ZX-10RR  | 19   | +30.176   | 16º     | 6     |
| 11º  | 76 | Loris Baz             | GULF ALTHEA BMW Racing   | BMW S 1000 RR     | 19   | +30.267   | 13º     | 5     |
| 12º  | 40 | Román Ramos           | GoEleven Kawasaki        | Kawasaki ZX-10RR  | 19   | +40.061   | 15º     | 4     |
| 13º  | 68 | Yonny Hernández       | Team Pedercini Racing    | Kawasaki ZX-10RR  | 19   | +51.973   | 21º     | 3     |
| 14º  | 99 | Patrick Jacobsen      | TripleM Honda            | Honda CBR1000RR   | 19   | +55.268   | 17º     | 2     |
| 15º  | 37 | Ondřej Ježek          | Guandalini Racing        | Yamaha YZF R1     | 19   | +1'09.455 | 20º     | 1     |
| 16º  | 91 | Leon Haslam           | Kawasaki Puccetti Racing | Kawasaki ZX-10RR  | 19   | +1'43.833 | 11º     |       |

#### Ritirati
| Nº | Pilota               | Squadra                  | Motocicletta      | Giri | Griglia |
| -- | -------------------- | ------------------------ | ----------------- | ---- | ------- |
| 33 | Marco Melandri       | Aruba.it Racing - Ducati | Ducati Panigale R | 8    | 4º      |
| 60 | Michael van der Mark | Pata Yamaha              | Yamaha YZF R1     | 8    | 12º     |
| 5  | Vladimir Leonov      | SPB Racing               | Kawasaki ZX-10RR  | 6    | 22º     |
| 32 | Lorenzo Savadori     | Milwaukee Aprilia        | Aprilia RSV4 RF   | 4    | 9º      |
| 45 | Jacob Gagne          | Red Bull Honda           | Honda CBR1000RR   | 4    | 19º     |

### Supersport

#### Arrivati al traguardo
| Pos. | Nº  | Pilota                | Squadra                             | Motocicletta        | Giri | Tempo     | Griglia | Punti |
| ---- | --- | --------------------- | ----------------------------------- | ------------------- | ---- | --------- | ------- | ----- |
| 1º   | 16  | Jules Cluzel          | NRT                                 | Yamaha YZF R6       | 17   | 31'53.653 | 2º      | 25    |
| 2º   | 64  | Federico Caricasulo   | GRT Yamaha                          | Yamaha YZF R6       | 17   | +0.363    | 4º      | 20    |
| 3º   | 3   | Raffaele De Rosa      | MV Agusta Reparto Corse by Vamag    | MV Agusta F3 675    | 17   | +0.906    | 10º     | 16    |
| 4º   | 11  | Sandro Cortese        | Kallio Racing                       | Yamaha YZF R6       | 17   | +0.990    | 9º      | 13    |
| 5º   | 21  | Randy Krummenacher    | BARDAHL Evan Bros.                  | Yamaha YZF R6       | 17   | +14.270   | 11º     | 11    |
| 6º   | 13  | Anthony West          | EAB antwest Racing                  | Kawasaki ZX-6R      | 17   | +15.844   | 17º     | 10    |
| 7º   | 66  | Niki Tuuli            | CIA Landlord Insurance Honda        | Honda CBR600RR      | 17   | +16.199   | 15º     | 9     |
| 8º   | 144 | Lucas Mahias          | GRT Yamaha                          | Yamaha YZF R6       | 17   | +16.200   | 1º      | 8     |
| 9º   | 81  | Luke Stapleford       | Profile Racing                      | Triumph Daytona 675 | 17   | +18.471   | 6º      | 7     |
| 10º  | 78  | Hikari Ōkubo          | Kawasaki Puccetti Racing            | Kawasaki ZX-6R      | 17   | +20.206   | 8º      | 6     |
| 11º  | 47  | Rob Hartog            | Hartog - Against Cancer             | Kawasaki ZX-6R      | 17   | +21.416   | 5º      | 5     |
| 12º  | 36  | Thomas Gradinger      | NRT                                 | Yamaha YZF R6       | 17   | +21.765   | 19º     | 4     |
| 13º  | 84  | Loris Cresson         | Kallio Racing                       | Yamaha YZF R6       | 17   | +21.880   | 16º     | 3     |
| 14º  | 96  | Andrew Irwin          | CIA Landlord Insurance Honda        | Honda CBR600RR      | 17   | +38.549   | 22º     | 2     |
| 15º  | 53  | Nicola Jr. Morrentino | Renzi Corse                         | Kawasaki ZX-6R      | 17   | +39.697   | 14º     | 1     |
| 16º  | 38  | Hannes Soomer         | Racedays                            | Honda CBR600RR      | 17   | +40.782   | 32º     |       |
| 17º  | 56  | Péter Sebestyén       | SSP Hungary Racing                  | Kawasaki ZX-6R      | 17   | +44.704   | 28º     |       |
| 18º  | 65  | Michael Canducci      | GoEleven Kawasaki                   | Kawasaki ZX-6R      | 17   | +46.636   | 27º     |       |
| 19º  | 15  | Alfonso Coppola       | GRT Yamaha                          | Yamaha YZF R6       | 17   | +46.884   | 23º     |       |
| 20º  | 60  | Lorenzo Gabellini     | G.A.S. Racing                       | Yamaha YZF R6       | 17   | +47.993   | 24º     |       |
| 21º  | 77  | Wayne Tessels         | Chromeburner Wayne's Racingteam MtM | Kawasaki ZX-6R      | 17   | +49.707   | 25º     |       |
| 22º  | 10  | Nacho Calero          | Orelac Racing VerdNatura            | Kawasaki ZX-6R      | 17   | +1'06.231 | 26º     |       |
| 23º  | 35  | Stefan Hill           | Profile Racing                      | Triumph Daytona 675 | 17   | +1'11.327 | 20º     |       |
| 24º  | 111 | Kyle Smith            | GEMAR Team Lorini                   | Honda CBR600RR      | 17   | +1'11.460 | 21º     |       |

#### Ritirati
| Nº | Pilota                   | Squadra                          | Motocicletta     | Giri | Griglia |
| -- | ------------------------ | -------------------------------- | ---------------- | ---- | ------- |
| 52 | Marco Malone             | GREENSPEED                       | Kawasaki ZX-6R   | 8    | 29º     |
| 22 | Eemeli Lahti             | Sterkman Motorsport by HRP       | Suzuki GSX-R600  | 5    | 18º     |
| 74 | Jaimie van Sikkelerus    | GEMAR Team Lorini                | Honda CBR600RR   | 4    | 30º     |
| 55 | Massimo Roccoli          | G.A.S. Racing                    | Yamaha YZF R6    | 3    | 7º      |
| 86 | Ayrton Badovini          | MV Agusta Reparto Corse by Vamag | MV Agusta F3 675 | 2    | 12º     |
| 54 | Kenan Sofuoğlu           | Kawasaki Puccetti Racing         | Kawasaki ZX-6R   | 0    | 3º      |
| 34 | Javier Ezequiel Iturrioz | GoEleven Kawasaki                | Kawasaki ZX-6R   | 0    | 31º     |

### Supersport 300

#### Arrivati al traguardo
| Pos. | Nº | Pilota                    | Squadra                            | Motocicletta       | Giri | Tempo     | Griglia | Punti |
| ---- | -- | ------------------------- | ---------------------------------- | ------------------ | ---- | --------- | ------- | ----- |
| 1º   | 2  | Ana Carrasco              | DS Junior Team                     | Kawasaki Ninja 400 | 11   | 23'38.527 | 1º      | 25    |
| 2º   | 21 | Borja Sánchez             | ETG Racing                         | Kawasaki Ninja 400 | 11   | +13.835   | 5º      | 20    |
| 3º   | 85 | Kevin Sabatucci           | PROGP Racing                       | Yamaha YZF-R3      | 11   | +13.866   | 6º      | 16    |
| 4º   | 43 | Luca Grünwald             | Freudenberg KTM WorldSSP Team      | KTM RC 390 R       | 11   | +14.236   | 15º     | 13    |
| 5º   | 55 | Galang Hendra Pratama     | Biblion Yamaha Motoxracing         | Yamaha YZF-R3      | 11   | +14.318   | 10º     | 11    |
| 6º   | 41 | Jan-Ole Jähnig            | Freudenberg KTM Junior Team        | KTM RC 390 R       | 11   | +14.481   | 7º      | 10    |
| 7º   | 69 | María Herrera             | BCD Yamaha MS Racing               | Yamaha YZF-R3      | 11   | +14.563   | 19º     | 9     |
| 8º   | 88 | Mika Pérez                | Kawasaki ParkinGO Team             | Kawasaki Ninja 400 | 11   | +15.591   | 23º     | 8     |
| 9º   | 15 | Glenn van Straalen        | KTM Fortron Racing Team            | KTM RC 390 R       | 11   | +22.258   | 14º     | 7     |
| 10º  | 93 | Walid Khan                | Nutec - Benjan - Kawasaki          | Kawasaki Ninja 400 | 11   | +22.429   | 20º     | 6     |
| 11º  | 20 | Dorren Loureiro           | DS Junior Team                     | Kawasaki Ninja 400 | 11   | +24.142   | 21º     | 5     |
| 12º  | 19 | Luca Bernardi             | Team Trasimeno                     | Yamaha YZF-R1      | 11   | +28.079   | 39º     | 4     |
| 13º  | 27 | Filippo Rovelli           | Kawasaki ParkinGO Team             | Kawasaki Ninja 400 | 11   | +31.936   | 22º     | 3     |
| 14º  | 28 | Dennis Koopman            | GRT Yamaha WorldSSP300 Team        | Yamaha YZF-R3      | 11   | +36.961   | 26º     | 2     |
| 15º  | 13 | Dino Iozzo                | Racedays                           | Honda CBR500R      | 11   | +37.413   | 30º     | 1     |
| 16º  | 11 | Kevin Arduini             | MMR                                | Yamaha YZF-R3      | 11   | +37.546   | 28º     |       |
| 17º  | 96 | Imanuel Putra Pratna      | Terra e Moto                       | Yamaha YZF-R3      | 11   | +38.218   | 25º     |       |
| 18º  | 64 | Hugo De Cancellis         | Team Toth - Yart                   | Yamaha YZF-R3      | 11   | +38.597   | 32º     |       |
| 19º  | 54 | Filippo Fuligni           | GRT Yamaha WorldSSP300 Team        | Yamaha YZF-R1      | 11   | +39.541   | 29º     |       |
| 20º  | 78 | Joseph Foray              | ETG Racing                         | Kawasaki Ninja 400 | 11   | +46.324   | 31º     |       |
| 21º  | 5  | Ryan Vos                  | KTM Fortron Racing Team            | KTM RC 390 R       | 11   | +52.427   | 33º     |       |
| 22º  | 84 | Joep Overbeeke            | Team Trasimeno                     | Yamaha YZF-R3      | 11   | +55.778   | 36º     |       |
| 23º  | 7  | Nicola Settimo            | Scuderia Maranga Racing            | Honda CBR500R      | 11   | +1'18.070 | 35º     |       |
| 24º  | 58 | Trystan Finocchiaro       | Scuderia Maranga Racing            | Honda CBR500R      | 11   | +1'18.531 | 34º     |       |
| 25º  | 44 | Samuel Lochoff            | Samurai-YART Racing                | Yamaha YZF-R3      | 11   | +1'18.543 | 37º     |       |
| 26º  | 12 | Ali Adriansyah Rusmiputro | Petramina Almeria BCD by MS Racing | Yamaha YZF-R3      | 11   | +1'42.131 | 12º     |       |

#### Ritirati
| Nº | Pilota             | Squadra                                  | Motocicletta       | Giri | Griglia |
| -- | ------------------ | ---------------------------------------- | ------------------ | ---- | ------- |
| 75 | Scott Deroue       | Motoport Kawasaki                        | Kawasaki Ninja 400 | 10   | 2º      |
| 79 | Tomás Alonso       | Samurai-YART Racing                      | Yamaha YZF-R3      | 8    | 38º     |
| 51 | Manuel Bastianelli | Prodina Ircos team                       | Kawasaki Ninja 400 | 6    | 4º      |
| 99 | Paolo Grassia      | Biblion Yamaha Motoxracing               | Yamaha YZF-R3      | 5    | 24º     |
| 17 | Koen Meuffels      | KTM Fortron Junior Team                  | KTM RC 390 R       | 4    | 16º     |
| 6  | Robert Schotman    | Motoport Kawasaki                        | Kawasaki Ninja 400 | 3    | 3º      |
| 81 | Manuel González    | Pertantina Almeria BCD Junior Team by MS | Yamaha YZF-R3      | 3    | 8º      |
| 33 | Daniel Valle       | BCD Yamaha MS Racing                     | Yamaha YZF-R3      | 3    | 13º     |
| 14 | Enzo de la Vega    | GP Project Team                          | Kawasaki Ninja 400 | 3    | 9º      |
| 97 | Maximilian Kappler | Freudenberg KTM WorldSSP Team            | KTM RC 390 R       | 3    | 17º     |
| 22 | Mykyta Kalinin     | GP Project Team                          | Kawasaki Ninja 400 | 2    | 11º     |
| 18 | Alex Murley        | Team Toth - Yart                         | Yamaha YZF-R3      | 1    | 27º     |
| 71 | Tom Edwards        | Nutec - Benjan - Kawasaki                | Kawasaki Ninja 400 | 0    | 18º     |